# 鲍里斯·安年科夫

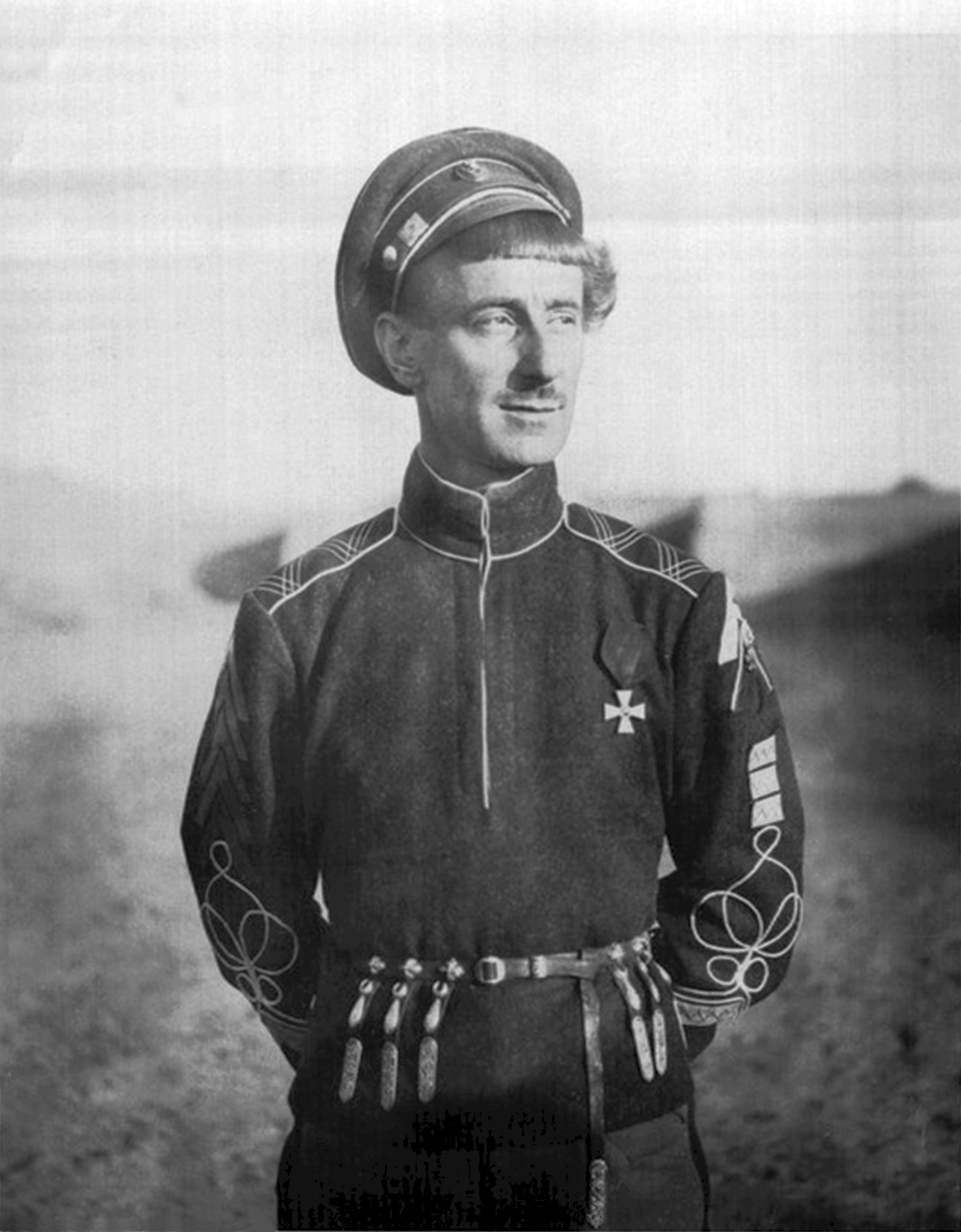

鲍里斯·弗拉基米罗维奇·安年科夫（俄语：Борис Владимирович Анненков；1889年2月9日—1927年8月25日）俄罗斯帝国陆军军官，军衔少校，俄国内战时期受高尔察克指挥，在西伯利亚和中亚作战。1919年6月，安年科夫的白军败于苏俄红军，逃入中国新疆塔城一带，新疆督军杨增新开始无力制止。1920年5月，安年科夫再败于红军，被中国地方当局逮捕。1921年1月杨增新解决了安年科夫残部问题。1924年在英国和日本斡旋下 ，安年科夫获释。1926年4月，在中国军阀冯玉祥的诱骗下被捕，后移交给苏联内务人民委员部驻华人员，被米哈伊尔·久克绑架回苏联，1927年8月于塞米伊枪决。